# Eparchie Ramanathapuram
De eparchie Ramanathapuram (Latijn: Eparchia Ramanathapuramensis) is een Syro-Malabar-katholieke eparchie met als zetel Ramanathapuram, een wijk in de stad Coimbatore, in India. De eparchie is suffragaan aan de aartseparchie Trichur. 

## Geschiedenis
De eparchie werd opgericht op 18 januari 2010, uit delen van de eparchie Palghat. 

## Parochies
De eparchie had in 2020 22 parochies met 70 priesters, waaronder 42 paters, die zorgden voor 11.668 katholieken. 

## Bisschoppen
- Paul Alappatt (18 januari 2010 - heden)

Trichur (aartseparchie) · Irinjalakuda · Palghat · Ramanathapuram